# Cyclone Niran
Le cyclone Niran est un cyclone tropical intense, qui a été à l'origine de dégâts importants au Queensland, État du nord-est de l'Australie, et en Nouvelle-Calédonie, collectivité d'outre-mer spéciale de la France, de février à mars 2021. Sixième cyclone tropical et deuxième cyclone tropical sévère de la saison cyclonique 2020-2021 de la région australienne, tout en étant le troisième cyclone tropical sévère de la saison cyclonique annuelle du Pacifique Sud, Niran était le deuxième cyclone tropical intense de catégorie 5 de la saison cyclonique du Pacifique Sud, après le cyclone Yasa.

## Évolution météorologique

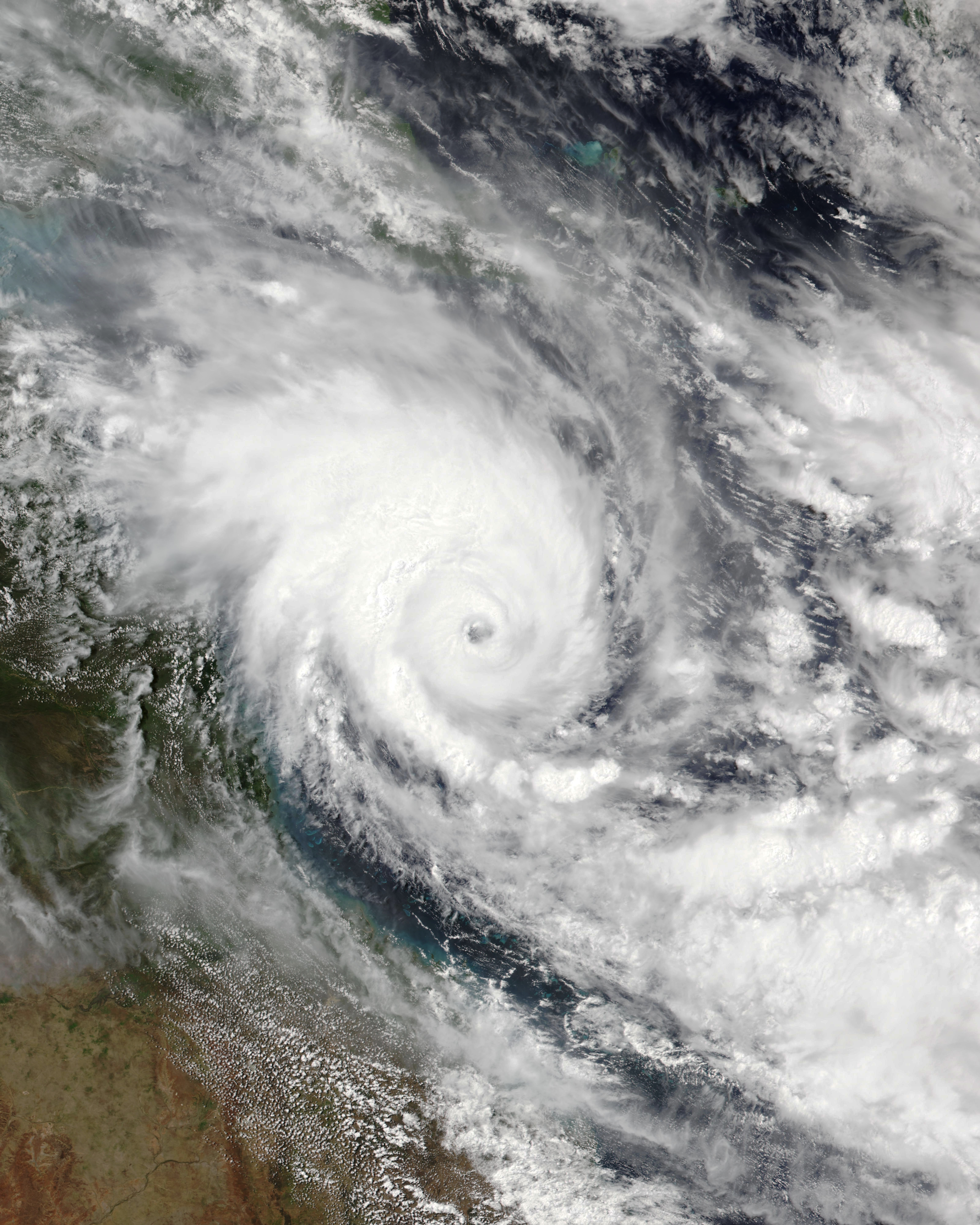
Niran, le 4 mars 2021, au large des côtes du Queensland.

Le cyclone s'est formé à partir d'une dépression tropicale de la mer de Corail le 27 février. La dépression tropicale s'est progressivement intensifiée en stagnant au large du Queensland pendant plusieurs jours, bien que désorganisée à ce moment. Tôt le 3 mars, Niran s'est éloigné des côtes australiennes, alors qu'il commençait à subir une intensification rapide. Finalement, Niran a atteint son intensité maximale en tant que cyclone tropical de catégorie 5 à la fois sur l'échelle australienne des cyclones tropicaux et sur l'échelle Saffir-Simpson, le 5 mars, bien au large de l'Australie. Peu de temps après, Niran a initié un cycle de remplacement de la paroi oculaire et a rencontré un certain cisaillement du vent, provoquant l'affaiblissement de la tempête le 6 mars, alors qu'elle passait juste au sud de Grande Terre, l'île principale de la Nouvelle-Calédonie. Niran a continué à s'affaiblir rapidement, avant de passer à une tempête extratropicale à la fin du 6 mars.

## Conséquences

### Queensland, Australie
Avant sa phase de renforcement, Niran a considérablement affecté la récolte de bananes dans l'extrême nord du Queensland. Plusieurs fermes à l'étranger ont été endommagées et certains agriculteurs ont perdu 100% de leur récolte de bananes. Les prix des fruits devraient augmenter. Selon les estimations, les dommages causés à la récolte atteignaient 200 millions de dollars. Les autres dommages aux infrastructures étaient mineurs.

### Nouvelle-Calédonie
En Nouvelle-Calédonie, de nombreuses maisons ont vu leurs toits et leurs infrastructures endommagés, et près de 70 000 personnes ont eu l'électricité coupée,. Plusieurs routes sont devenues impraticables. Au 6 mars 2021, il n'y a eu aucun décès et seulement deux blessés sont signalés.